# Нада Котлушек
Нада Кутлешек (словен. Nada Kotlušek; Љубљана, 9. август 1934) била је југословенска атлетичарка специјалиста за кугле и диска учесница Олимпијских игара 1952. и Олимпијских игара 1956.. Била ја чланица Атлетског клуба Одред из Љубљане. На Играма 1952. у Хелсинкију била је најмлађи члан репрезентације, од 87 чланова, са 17 година и 352 дана

## Спортска биографија
У току своје атлетске каријере била је три пута првакиња Југославије: два пута у бацању кугле (1950. и 1956), једном у бацањз диска (1956) и 3 пута екипно (Одред, Љубљана (1956—1958). У том периоду 5 пута је обарала државне рекорде:
кугла (4 пута)
- 13,36 Клагенфурт 2. јун 1952.
- 14,49 Цеље 29. јул 1956.
- 14,65 Загреб 8. септембар 1956.
- 15,04 Љубљана 14. октобар 1956.

диск (1. пут)
- 47,86 Љубљана 1. септембар 1956.

Због добрих резултата позвана је у репрезентацију Југославије за Европско првенство 1950. у Бриселу. Такмичила се у бацању кугле и резултатом 12,34 м освојила 8 место.
Постизањем све бољих резултата Нада Котлушек одлази у Хелсинки на Летње олимпијске игре 1952. Такмичила се у бацању кугле и у финалу заузела 14. место. На следећим Играма 1956. у Мелбурну такмичила се у две дисциплина. У бацању кугле заузела је 8. место, а бацању диска 12. место.

## Лични рекорди
- кугла 15,04 м (1956)
- диск 47,86 м (1956)